# 하마마스촌
하마마스촌(일본어: 浜益村)은 일본 홋카이도 이시카리 지청의 최북단에 위치해 있고 하마마스군에 소속되었던 촌이다.
2005년 10월 1일, 아쓰타촌과 함께 이시카리시에 편입되어 아쓰타촌 구역은 이시카리시의 지역자치구「아쓰타구」가 되었다.

## 지리
이시가리 지청 북부에 위치하며 서쪽은 동해, 동쪽은 산지로 둘러싸인 험준한 지형이다.

## 역사
- 1902년 4월 1일 - 2급정촌제 시행으로 하마마스군 하마마스촌이 성립하였다.
- 2005년 - 이시카리시에 편입합병되어 하마마스촌은 소멸하였다.

## 교통

### 도로
- 국도 231호선
- 국도 451호선